# MBT-70
MBT-70/KPz.70は、1960年代にアメリカ合衆国と西ドイツが共同で開発に着手した、戦後第2世代主力戦車に代わる次世代戦車である。
両国の設計方針の不一致や開発費の大幅超過により開発は中止されたが、後に開発されたM1エイブラムスやレオパルト2の開発に大きな影響を与えた。

## 開発の経緯
1960年代初頭、アメリカではM60パットンに代わる次世代主力戦車の開発に着手し始めた。当時のアメリカ軍の主力戦車であるM60は、第二次世界大戦時に開発されたM26パーシングを基本として改良を重ねてきたものであり、能力的には特に問題のあるものではなかったが、基本設計の古さは否めないものであった。
対抗目標であるソビエト連邦の戦後型戦車は、常にアメリカの戦車を性能的に凌駕しており、これらに対抗するために今までにない最新の技術を盛り込んだ次世代戦車開発の必要性が叫ばれるようになった。当時国防長官だったロバート・マクナマラは、開発費を削減するためにNATO諸国との共同開発を指示し、イギリス、もしくは西ドイツとの共同開発が模索された。
一方、西ドイツは国産の主力戦車としてレオパルト1の開発を進めていたが、本格的に生産を開始した時にはソ連のT-62や自動装填装置を装備するという新型戦車（後のT-64）の性能を必ずしも上回る物ではなくなっていた。これを受けて、西ドイツ軍ではレオパルト1の改良プログラムを進める一方、早くも次世代戦車開発に着手し始めたが、レオパルト1の量産・配備と改良型の開発を進めながらの新戦車開発には予算上の困難が大きく、反対意見も多く出された。
このような状況を踏まえて、次世代戦車開発の必要性で米独両国は一致し、1963年8月1日、正式な開発協定が結ばれた。

## 開発

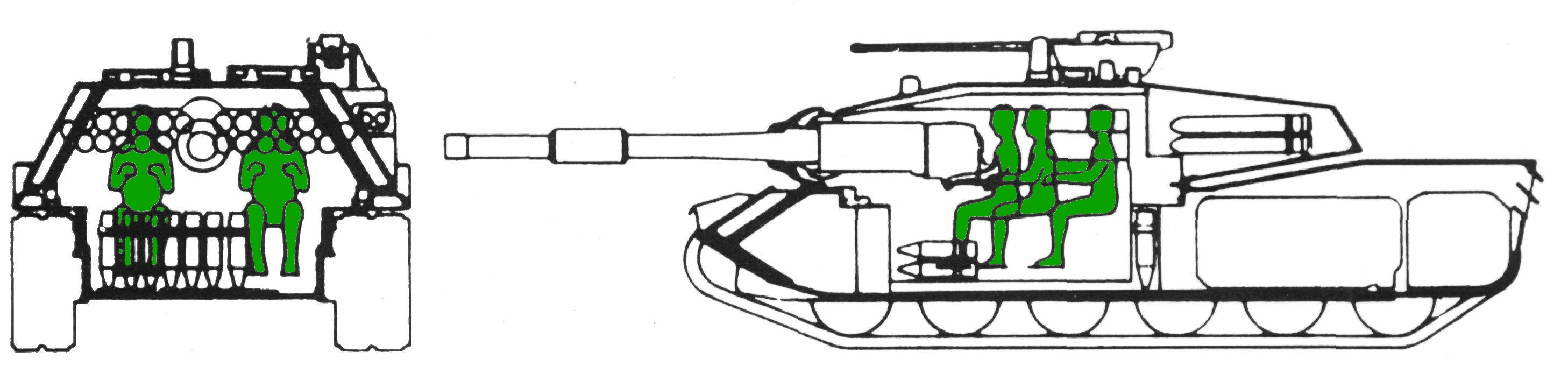
MBT-70 / KPz.70 最終決定案

1964年9月から本格的な開発計画が開始され、現行のソ連戦車に対して優位であるだけではなく、今後登場するであろう新型戦車に対しても優位を確保できることを第一に、最新の技術を十二分に盛り込んだ車両となることが目標とされた。この計画にはアメリカではMBT-70（MAIN BATTLE TANK 70）、西ドイツではKPz.70（Kampf Panzer.70）の名称が与えられ、それぞれ7両ずつ、計14両の試作車両が造られる事となった。
しかし、開発計画は当初から難航し、最初の設計段階において両国がそれぞれの設計デザインを強く主張し対立した。設計案には突撃砲スタイルの無砲塔型から、乗員を全て車体内に配置し、砲と自動装填装置だけを突出させたオーバーヘッド砲塔、砲塔を持つが半ば車体と一体化した、ドイツの駆逐戦車の戦闘室部分が左右に旋回するような埋没型の砲塔を持つものまで、多種多様の設計案が提示された。これはいずれも「極力前面投影面積を少なくすること」という基本方針に沿いつつも、アメリカはある程度の汎用性のある設計を求めたが、西ドイツは北部ヨーロッパの環境に最も適合した設計を主張したためである。結果としては全ての乗員を砲塔内に収容し車体と砲塔の全高を極力抑えたデザインが決定案とされたが、全高が低い代わりに砲塔が異様に大きいデザインとなり、当初の設計目的からやや外れた結果となった。
その後も設計に用いる単位にアメリカのヤード・ポンド法を使うか西ドイツのメートル法を使うか、主砲のシステムをアメリカ側のガンランチャー方式にするか西ドイツが開発した滑腔砲方式にするか、その他にもエンジン、サスペンション、装甲素材など事あるごとに両国は対立し、その都度意見を調整して両方の案をそれぞれ盛り込む妥協策が採られたため、開発期間は果てしなく順延されて行き、日を追うごとに開発費は高騰していった。設計そのものの困難もさることながら、開発の技術拠点がアメリカと西ドイツに分かれているため、両国間の担当者が協議を行うだけでも両者のスケジュールの調整などに大きな困難があり、通信手段の発達していない当時では、設計図を相互に閲覧するだけでも相応の日数を要した。
試作車の製作は1965年に開始され、1966年には車体部のみの最初の試作車が、1968年には完全な試作車が完成し、テストの結果はM60およびレオパルト1と比較して加速度、巡航度、回避能力などほとんどの面で優れていたが、難産の結果エンジンおよびトランスミッション、サスペンション、そして、火器管制装置はMBT-70とKPz.70では異なるものを搭載しており、共同開発の意味が半ば失われた車両となっていた。
共同開発により大幅に削減できるはずであった開発費用も、1969年に1両あたりのコストが100万ドルを超えるという概算が出たため、西ドイツはこのプロジェクトから離脱し、以降独自に次世代戦車の開発計画をスタートさせた。アメリカ議会においても延び続ける開発期間と5度にもおよぶ開発費の高騰に非難が集中し、1971年11月、ついに開発計画は中止された。

## その後

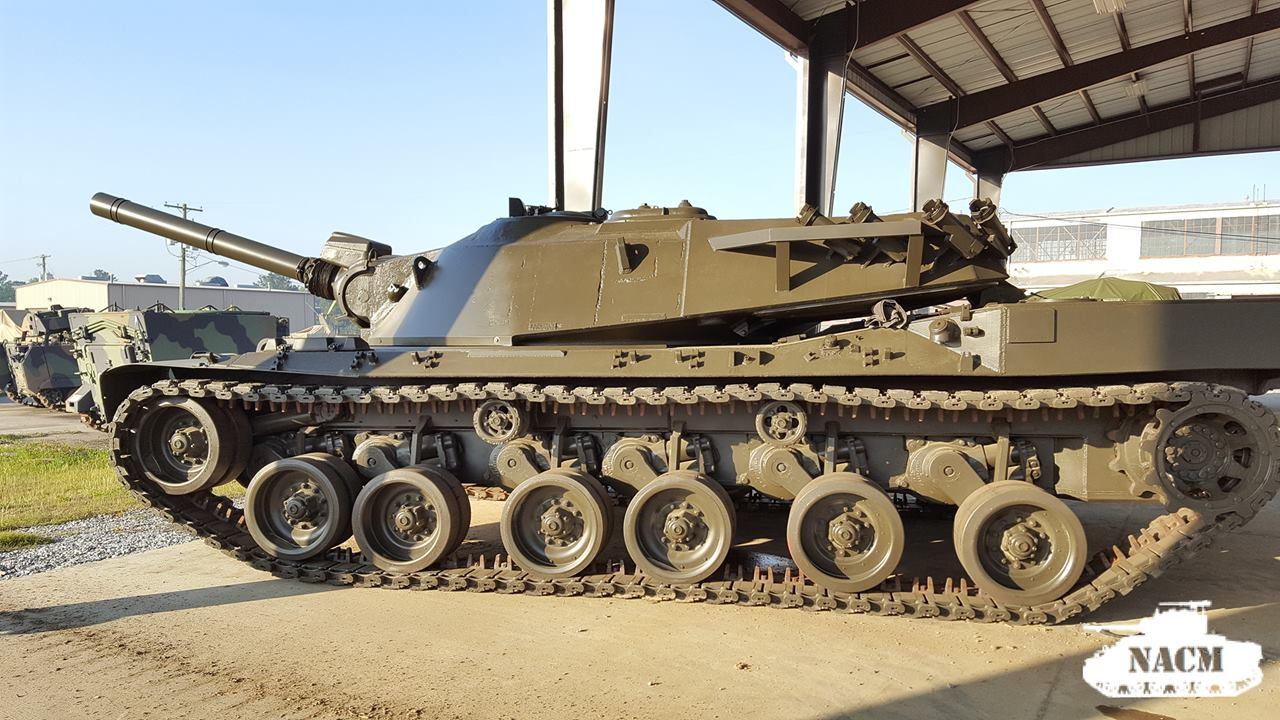
XM803

こうして、米独共同の新型戦車開発計画は、当初の目的とは逆に莫大な予算と年月の無駄となって終わったが、アメリカ、西ドイツ共に新型戦車を必要としていることには変わりなく、アメリカではMBT-70の設計を見直し、20mm機関砲を廃止するなど各部を簡略化、コストダウンしたXM803が開発・試作されたが採用されず、アメリカ陸軍の次世代戦車計画はXM815として再スタートし、後にXM1、M1エイブラムス戦車の開発へと発展した。
西ドイツではレオパルト2の開発と並行して、KPz.3（Kampf Panzer.3）開発計画の一環として、KPz.70の車体を流用して2門の主砲を備えた突撃砲スタイルのDRK（Doppelrohr-Kasemattpanzer、連装砲身式ケースメイト戦車）や、マルダー歩兵戦闘車の車体にオーバーヘッド砲塔を搭載したVTS-1（Versuchsträger Schützenpanzer 1）が試作されたが、これらも試作のみに終わった。
MBT-70、KPz.70共にアメリカとドイツの博物館に展示されている車両があるが、アメリカで展示されているMBT-70のうちの何両かは、装甲に開発仕様で定められた材質を使用していない走行試験用試作車であり、総重量を同一にするために重量調整用のウェイトが装着されている。

## 特徴
本車両は、当時の最新技術が数多く導入された。主な物としては1,500馬力の高出力ディーゼルエンジン・射撃管制装置と夜間暗視装置・自動装填装置の採用による乗員の削減・車高を自由に変えられる油圧式可変サスペンション・装甲材料も含めた各所への軽合金の使用など、後の戦後第3世代戦車に用いられる特徴を多く備えていた。
なお、MBT-70とKPz.70ではエンジンおよびトランスミッション、サスペンション、火器管制装置が異なっている他、前照灯などの細部が異なっている。

### 車体・砲塔
車体高を極力低く抑え、また、車体の前後長を詰めてコンパクトにするために乗員は操縦士を含め全員砲塔内に収まっている。操縦席は独立したカプセル状で、砲塔の旋回位置にかかわらず操縦席正面は常に車体の進行方向を向くように指向されている。この自動指向装置は車体進行方向の他、後方そして前方左右それぞれ50度ずつ動かした位置で固定することが可能となっていた。しかし、この機構は操縦系統はすべて電気信号により接続されている（直接・機械的には接続されていない）ため、電気系統に故障や損傷が生じた際には操縦不能になってしまうこと、砲塔や車体が動くことによって操縦席が回転しながら左右に振られるため、操縦者が方向感覚を喪失する見当識障害を起こす懸念があった。また、車体部の低い位置ではなく高所にあるために視界が開けていることや、後進の際に操縦者は直接進行方向（後方）を見て操縦できるといった利点の反面、旋回位置によっては砲塔上の他の構造物で視界が阻害されるために車体前方方向の視野がほとんど確保できない、という問題があった。操縦士の前方視界を補うため、車体前面左側には装甲カバー付きのTVカメラが装備された。
冷戦下の戦闘車両として対NBC兵器防護能力も重視されており、シュノーケルによる水中走行能力も有している。

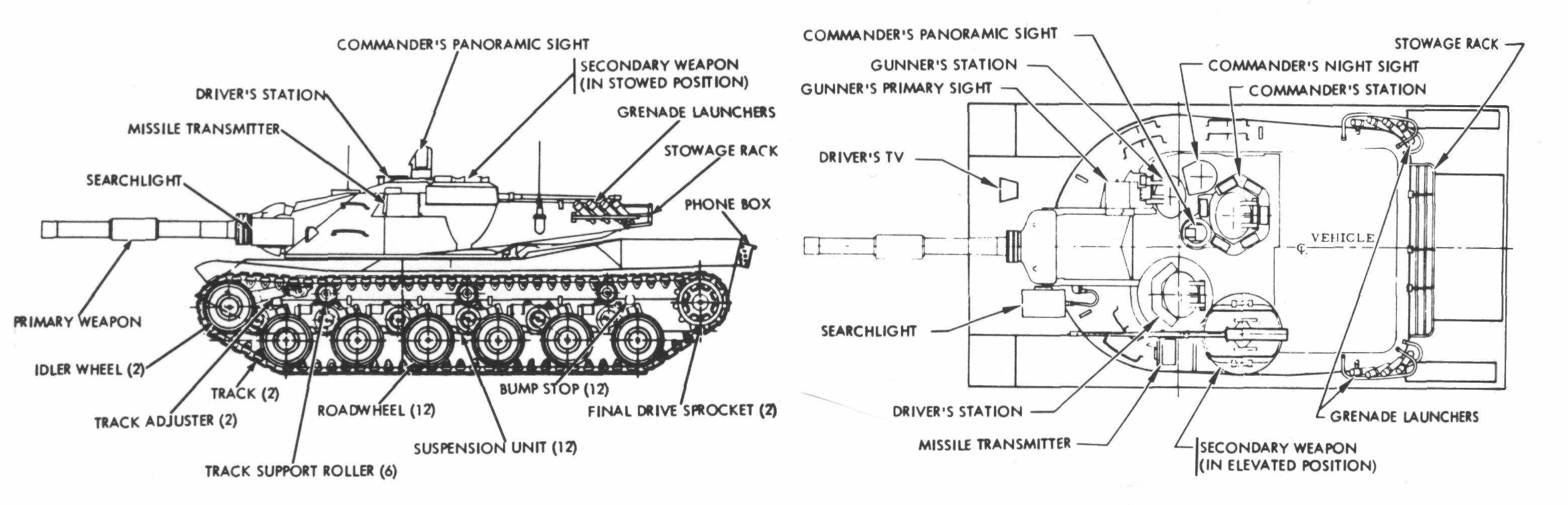
各部の説明
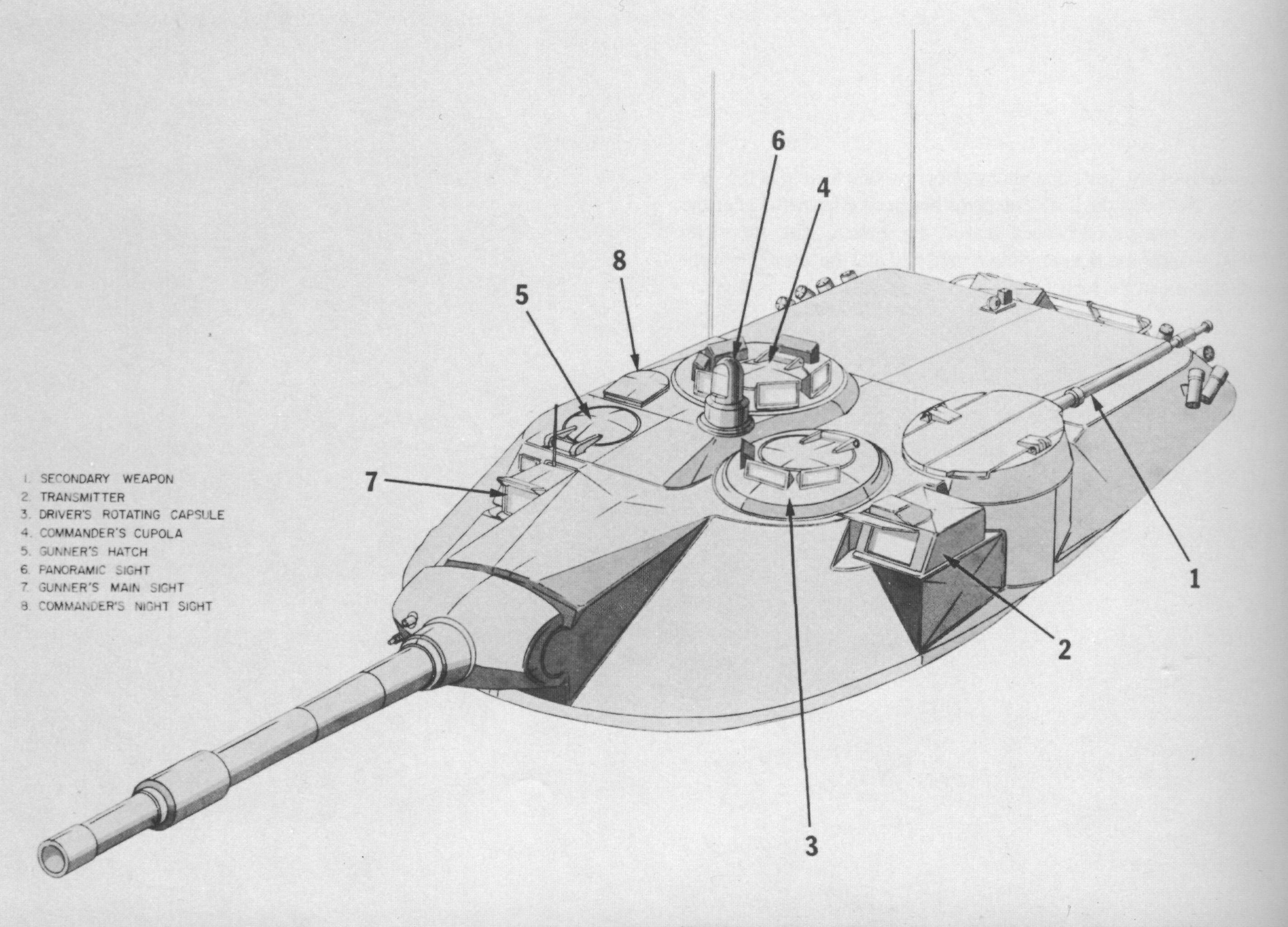
砲塔部の図説
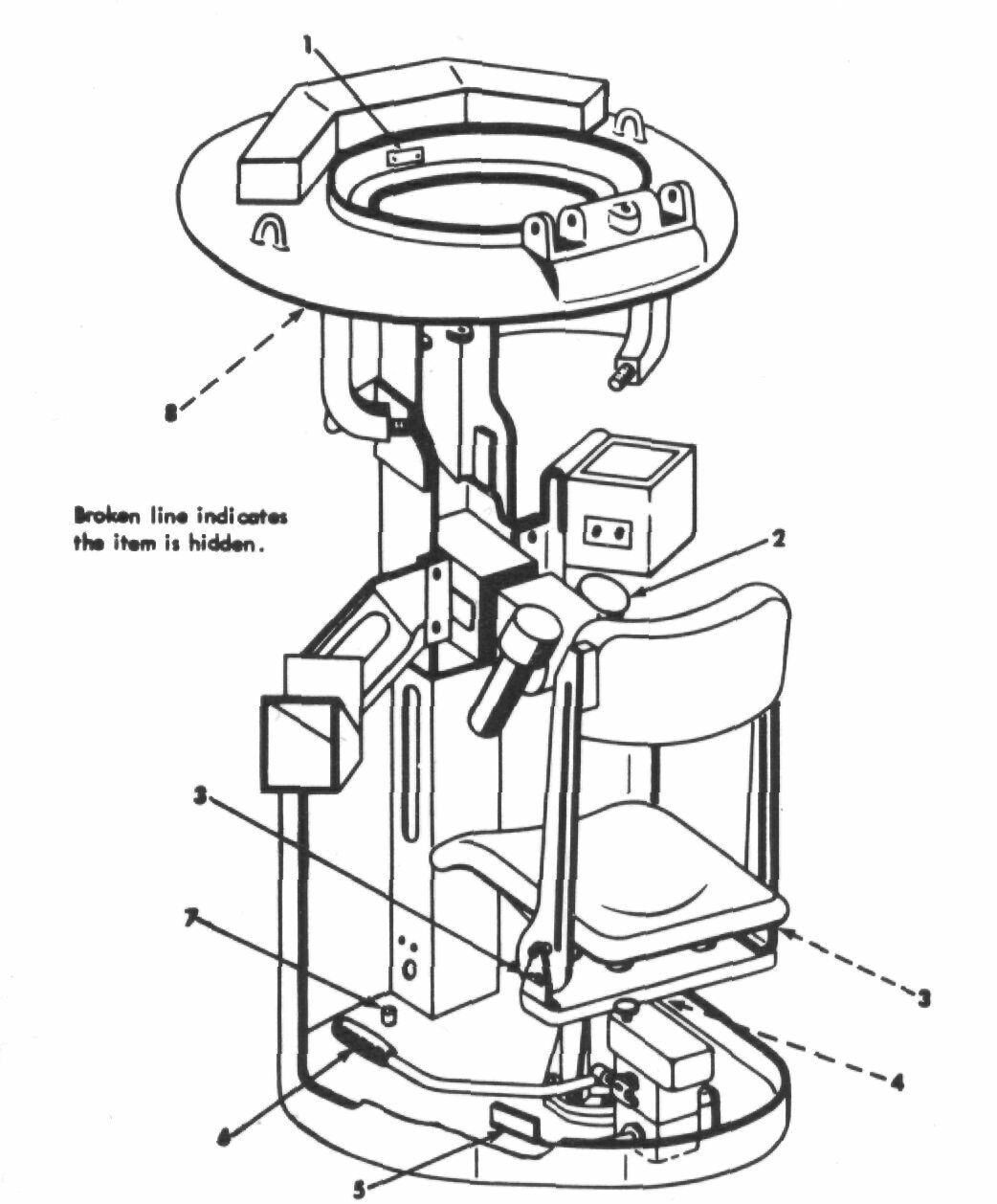
操縦席の図
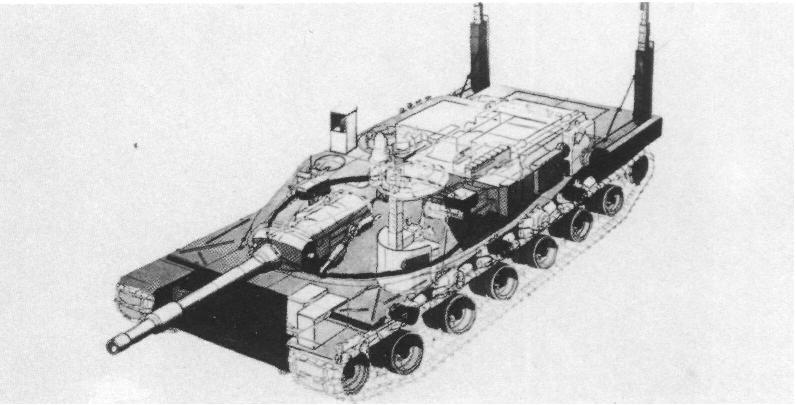
シュノーケル装置の概略図

### 武装
主砲は、当初はアメリカが開発したMGM-51 シレイラ対戦車ミサイルも発射可能なXM150E5 152mmガンランチャーとXM150自動装填装置を搭載する予定だったが、西ドイツ側は独自に開発したラインメタル社製120mm滑腔砲と独自の自動装填システムの搭載を主張。XM150システムはテスト段階で問題を多発させたが、アメリカ側はガンランチャーシステムの搭載に拘り、結局西ドイツ側が折れる形でアメリカ側の要求どおり152mmガンランチャーを装備することになった。
このXM150システムはM551シェリダンやM60A2パットンに搭載されたM81 152mmガンランチャーシステムをベースに長砲身化などの改良を加えたもので、先述したシレイラ対戦車ミサイルの他、通常弾としてHEAT-MPやAPFSDSなども発射可能であった。砲にはレーザー距離計測装置が装備されており、暗視装置を備えた照準装置は車長用・砲手用共に独立したものが装備されている。主砲は火器管制装置に制御されるサーボモーターによって高度に安定化されており、走行間射撃を可能としていた。
主砲同軸には7.62mm機関銃 M73（MBT-70。KPz.70では7.62mm機関銃 MG3）が装備され、砲塔上面左側には副武装として遠隔操作式のラインメタル RH202 20mm機関砲が装備されている。しかし、20mm機関砲には高度な火器管制装置が備えられておらず、対空用としては実用性が不十分であった上に、対地用としても至近距離の目標を狙い辛いという問題があり、テストの結果では装備の有効性は疑問であるとされていた。
砲塔側面後部の左右には発煙弾発射筒が装備されている。発射筒はMBT-70では8基（片側4基）、KPz.70では16基（片側8基）が装備されていた。

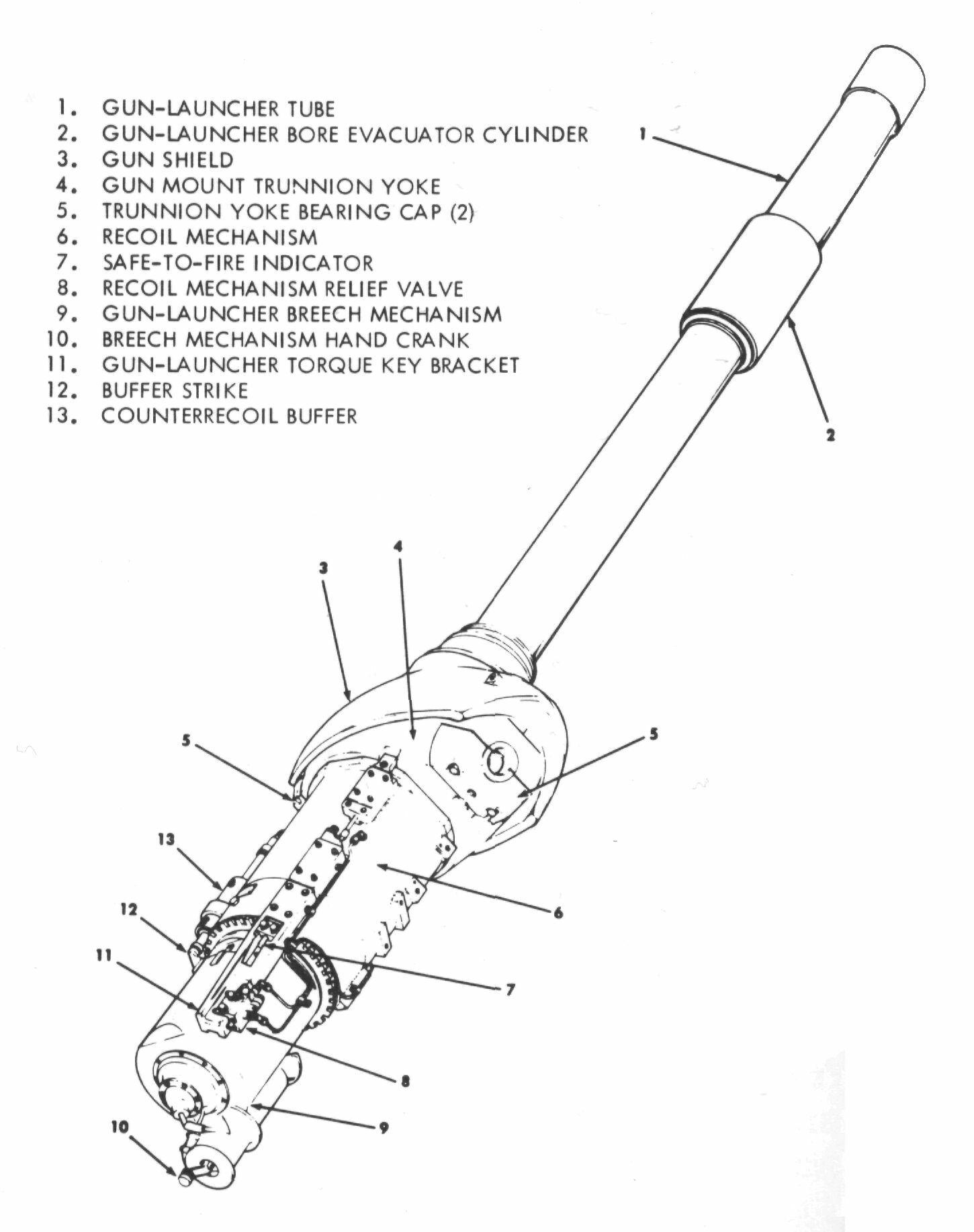
主武装であるXM150 152mmガンランチャー
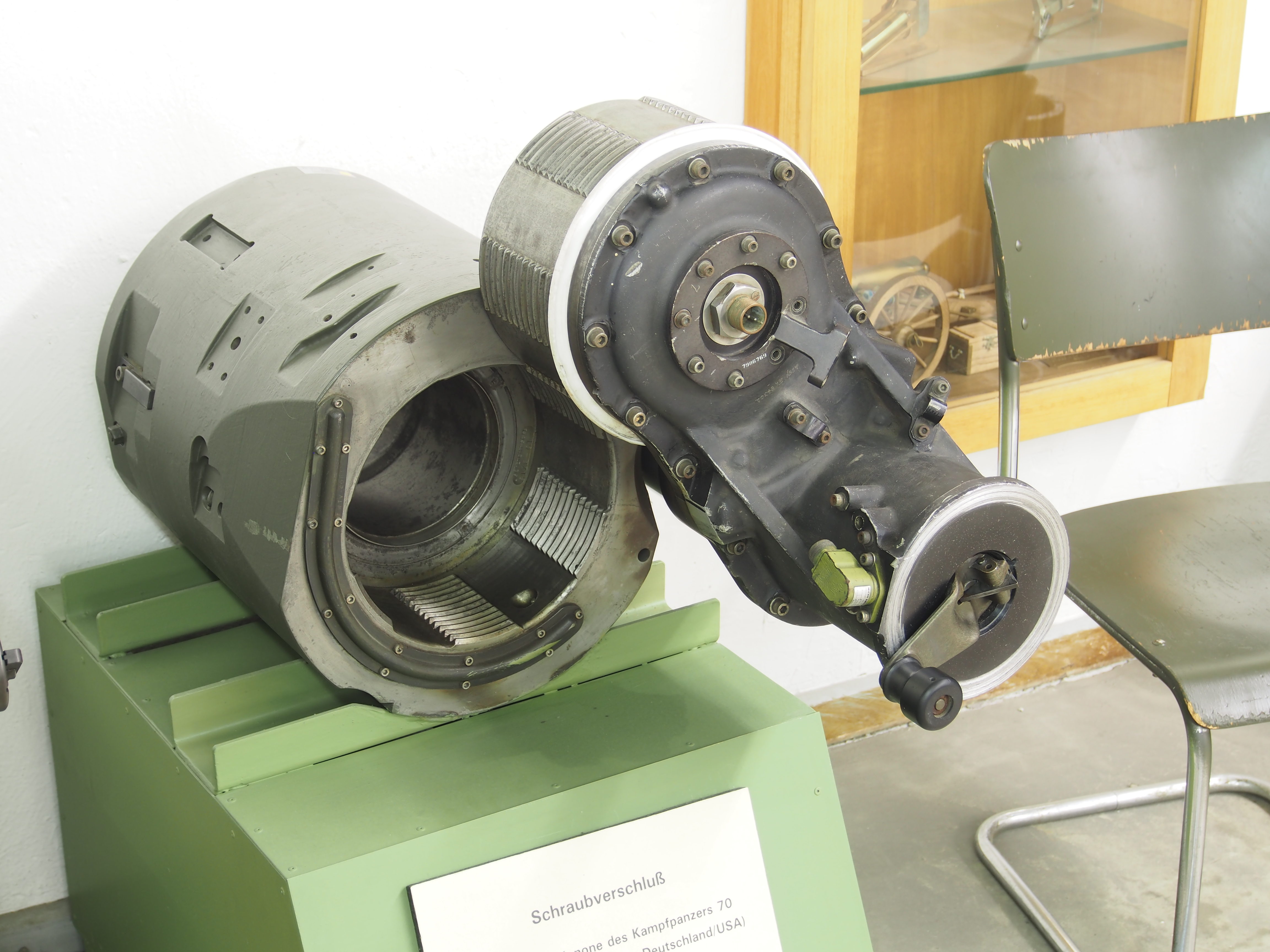
152mmガンランチャーの閉鎖器（砲尾装填部）
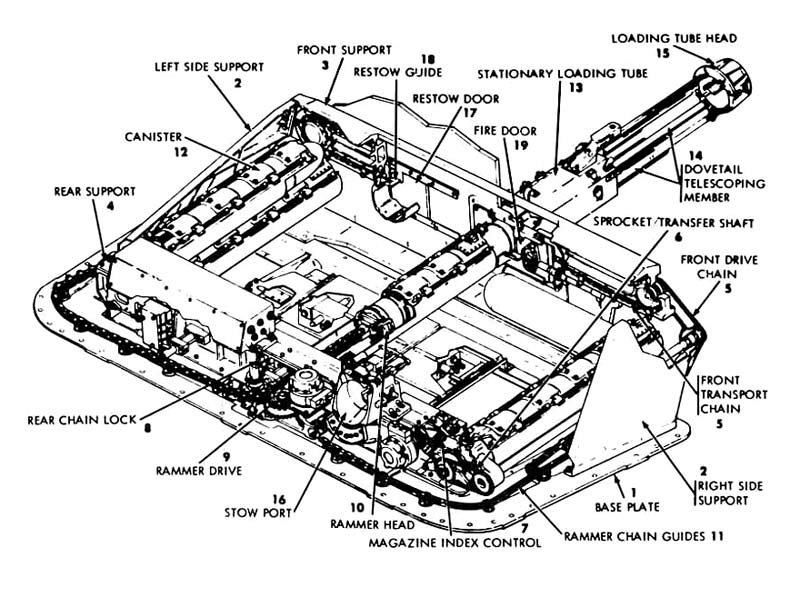
XM150自動装填装置の図説]
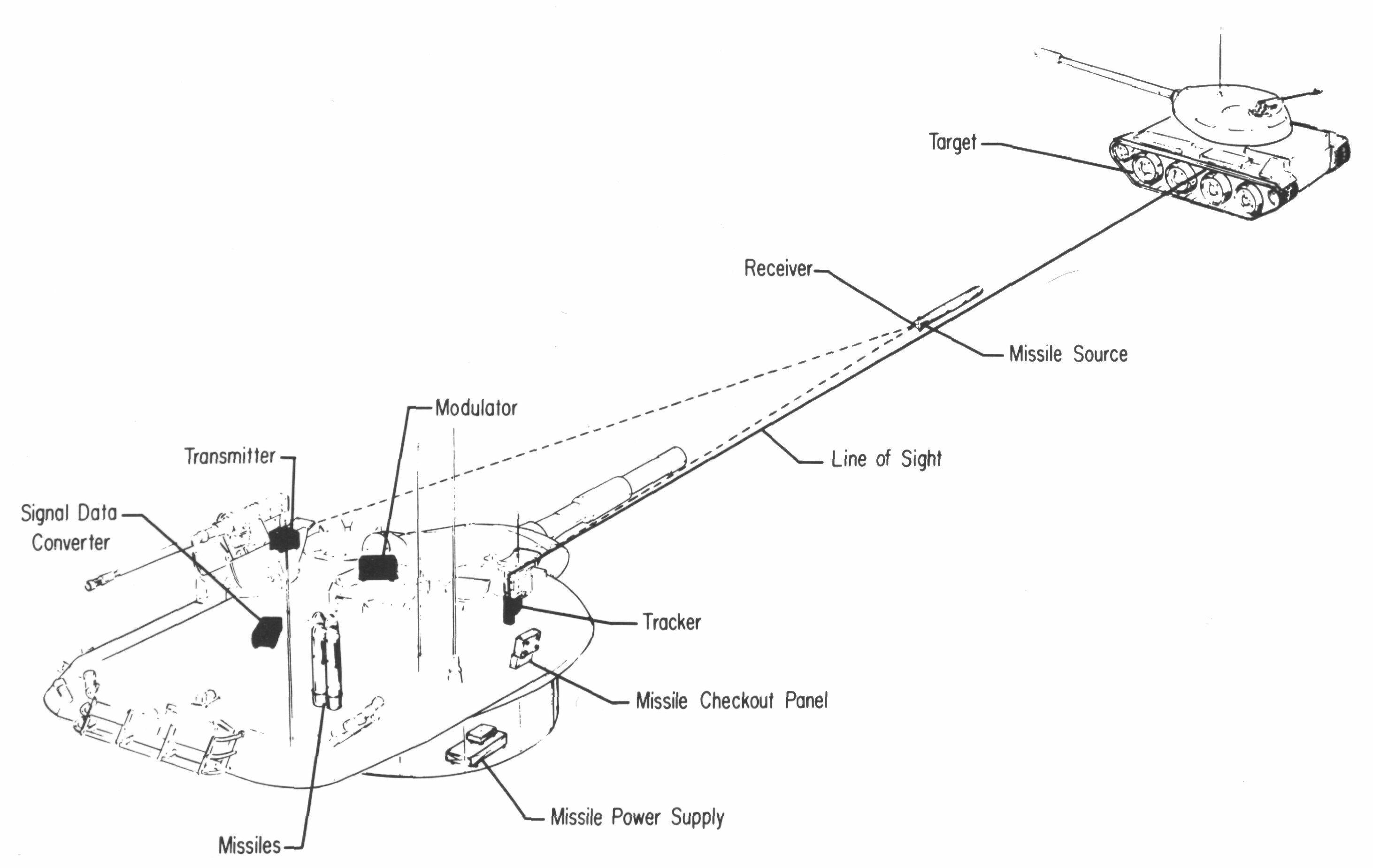
シレイラ対戦車ミサイルのシステム説明図
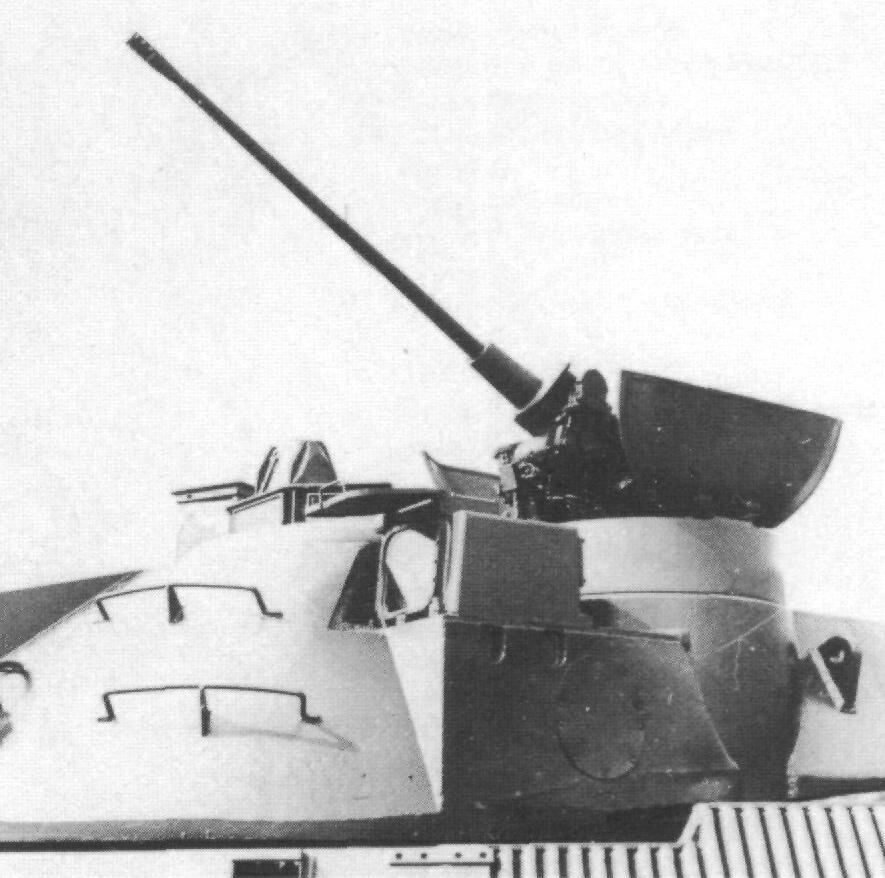
副武装のRh200 20mm機関砲
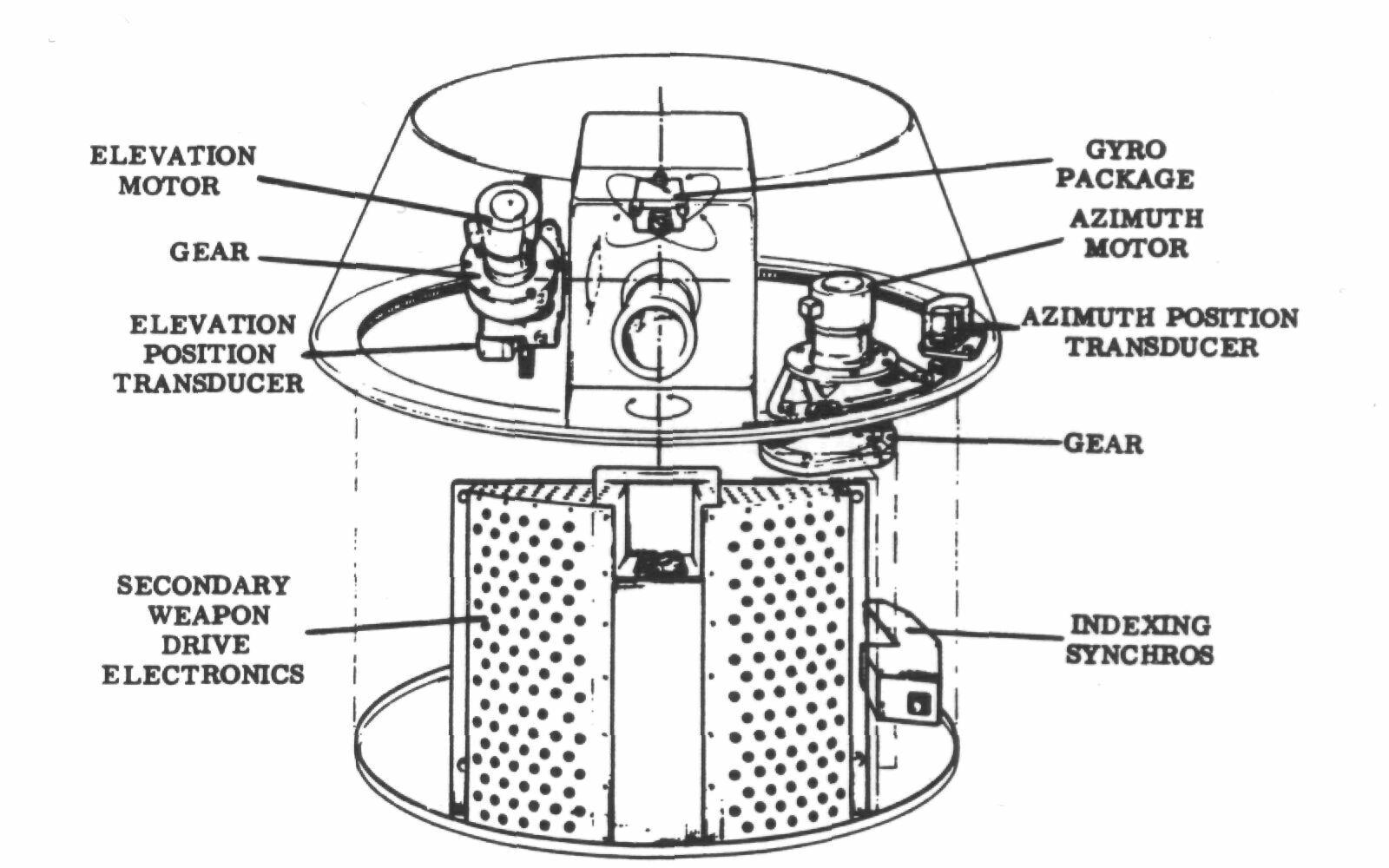
20mm機関砲用の照準装置
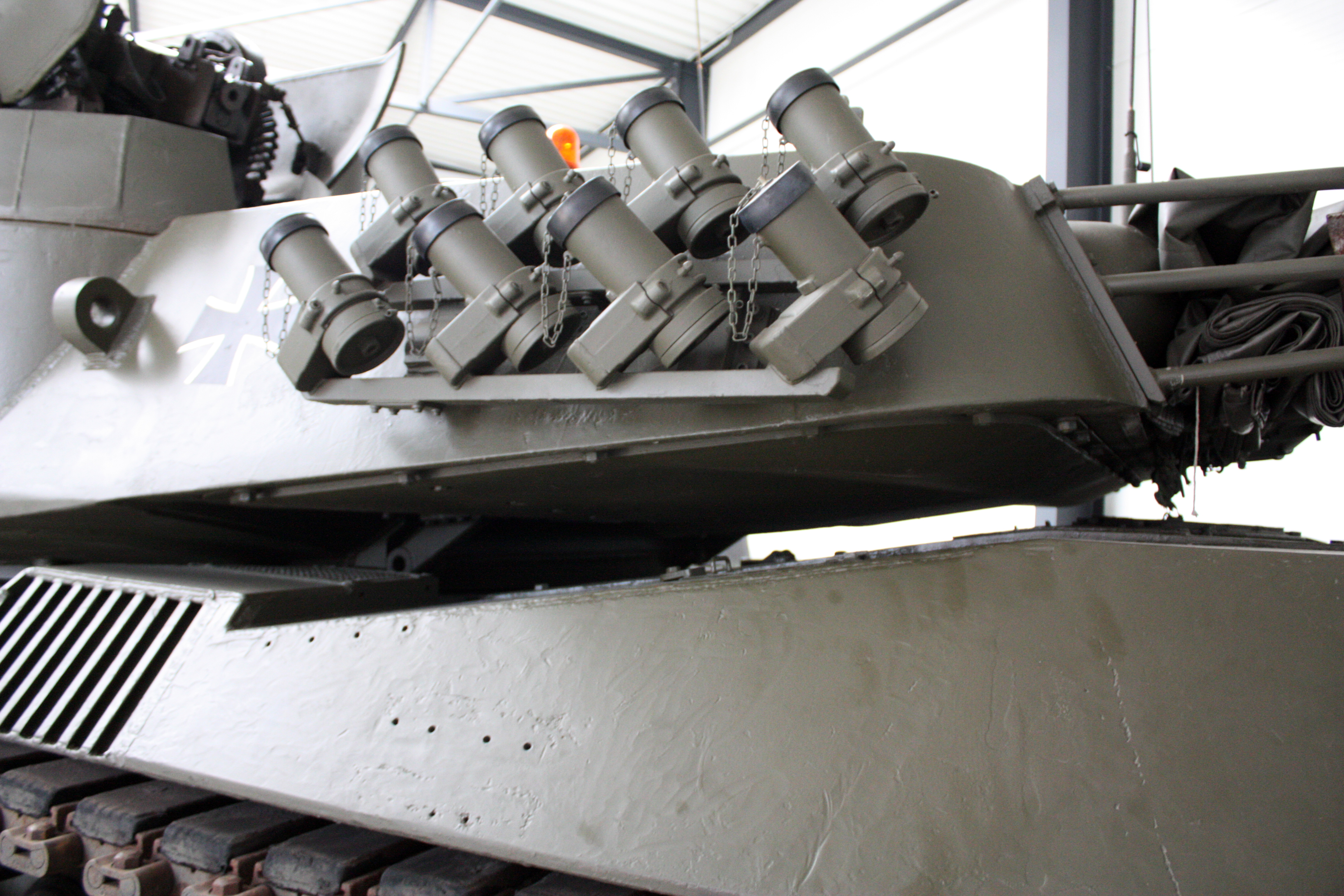
砲塔側面後部左右の発煙弾発射筒 KPz.70のもの

### 防御
装甲にはHEAT弾や対戦車ミサイルにある程度対抗できる中空装甲（スペースドアーマー）を採用した。HESH弾に対抗するためにスポールライナーを装着している他、装甲材にチタニウムを使用していたという考察もあるが、装甲に関しては資料が完全には公開されていないため、現在でも詳細は不明である。
ただし、同時期にイギリスで開発中であったチョバム・アーマー（複合装甲）について考慮した形跡は見当たらず、MBT-70を含む第2世代以後の戦車群が防御面から種々の特殊形態や懸架装置ギミックを試行錯誤したのと比べ、複合装甲を導入した第3世代主力戦車が軒並みオーソドックスな形態へ回帰した事実を鑑みると、MBT-70の防御思想は第2世代の延長レベルにとどまっている。
生残性向上のための工夫として、乗員のいる居住ブロックと弾薬を保管してあるブロックを完全に分離、被弾時に弾薬貯蔵部を切り離すシステムや、特殊な防火ドアなど乗員の生残性を高める技術が数多く盛り込まれた。

### 機関
エンジンにはコンチネンタル AVCR-1100 4ストロークV型12気筒空冷ディーゼルエンジンを搭載し、これは、50トンの重量に対して1,475馬力という、当時としては破格の高出力を発揮することができた。対重量比馬力も29.5hp/tと、今日の戦車でも充分通用する値を記録、最高速度も65km/hと申し分無く、後退時も前進時と代わらない速度で移動できたという。しかし、ピストンヘッドを油圧で可動させることにより圧縮比を可変できる"可変圧縮比エンジン"という新機構を採用したためにトラブルが多発し、大馬力の空冷ディーゼルエンジンは騒音が異様に大きい上に冷却効率が悪く、トランスミッション共々エンジンの故障が多発し、ドイツ仕様のKPz.70ではダイムラー・ベンツ社の開発した液冷ディーゼルエンジン（機関出力1,500馬力）と変速機を搭載した。ドイツ側はアメリカにも自国仕様のエンジンと変速機の装備を提案したが、アメリカはこれを退け、トラブルと高コストに悩まされながらも自国製のエンジンを使用した。
エンジンおよびトランスミッションは一体化して車体から15分程度で取り外しができる"パワーパック"方式が導入されており、これは、野戦での整備性の向上に大いに役立つとされたが、皮肉なことに開発時のエンジントラブルの多発に対処する際にとても有用であったという。

### 走行装置
油圧式可変サスペンションは、「車高が低ければ低いほど敵弾の命中率が下がる」という思想のもとに導入された。これは、1.8mまで車高を下げる事が可能であり、後部だけを上げれば車体を隠したハルダウン（稜線射撃）が可能で、反対に下げれば大角度での射撃も可能となった。
更に、走行中の車体の動揺に応じて自動的にサスペンションを可動させて車体の安定を保つアクティブサスペンション機構が備えられていた。これにより、主砲の安定装置と併せて高速で走行しながらの射撃やミサイルの誘導も可能であるとしていた。しかし、これもサスペンション部のトラブルが多発し、KPz.70に関しては西ドイツが独自で開発した簡略型の油圧可変サスペンションを導入する事となった。

## 計画された派生型
XM742装甲回収車
装甲回収車型。
XM743架橋戦車
積載重量60tのXM744突撃橋を搭載する架橋戦車。
XM743戦闘工兵車
165mm破砕砲を搭載する戦闘工兵車型。

## HET-70
MBT-70の共同開発と並行して、MBT-70を運搬可能な新型の戦車運搬車としてHET-70 (Heavy Equipment Transporter 70)の共同開発もアメリカ合衆国と西ドイツとで進められたが、MBT-70の開発中止に伴いHET-70の共同開発も停止された。
アメリカ側はHET-70で開発した試作車を元にM746 HET(英語版)として実用化し、西ドイツでも同様にHET-70の開発を発展させたSLT 50 エレファント戦車運搬車を開発し、実戦配備した。

## ギャラリー

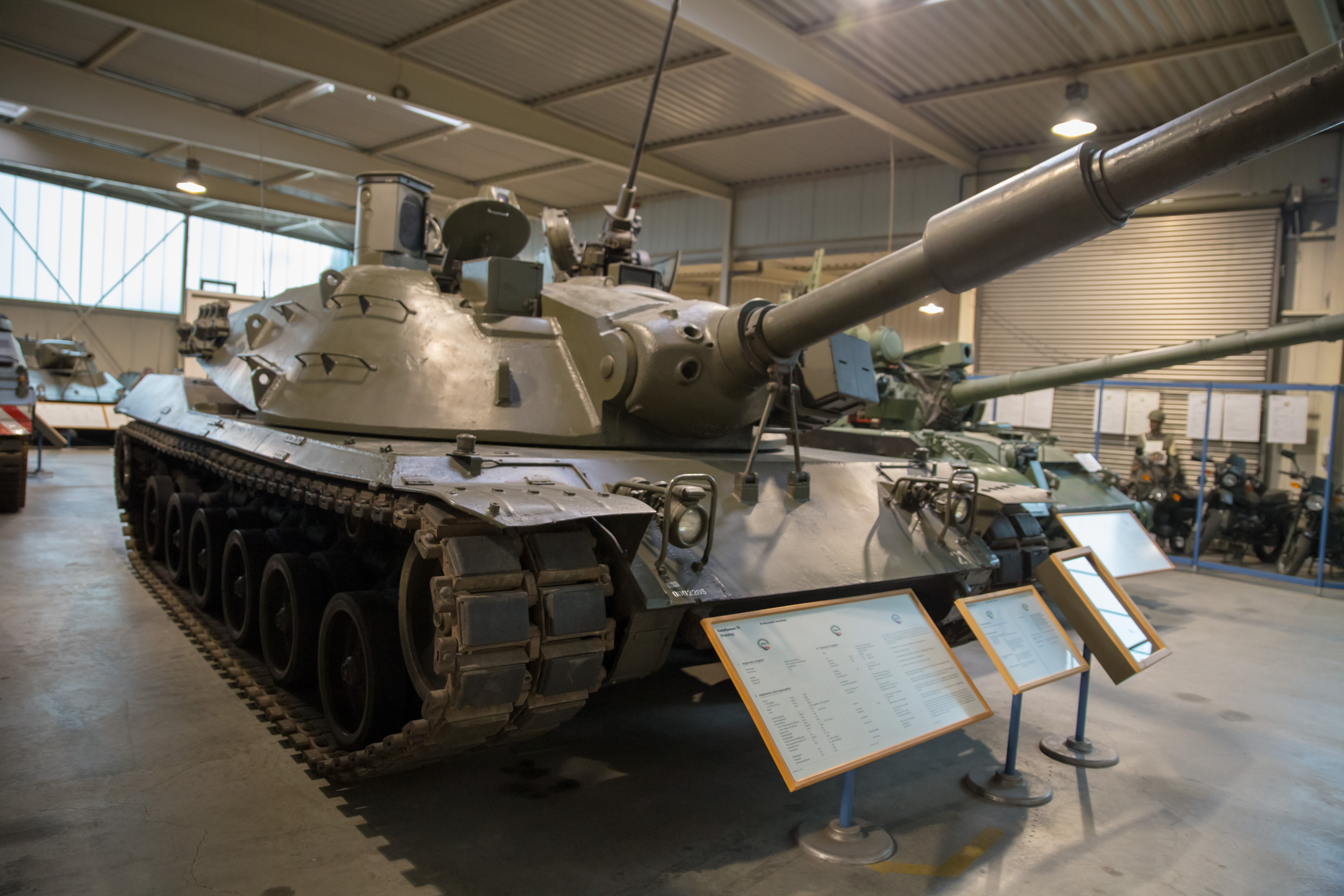
西ドイツ仕様のKPz.70 コブレンツ国防技術博物館の展示車
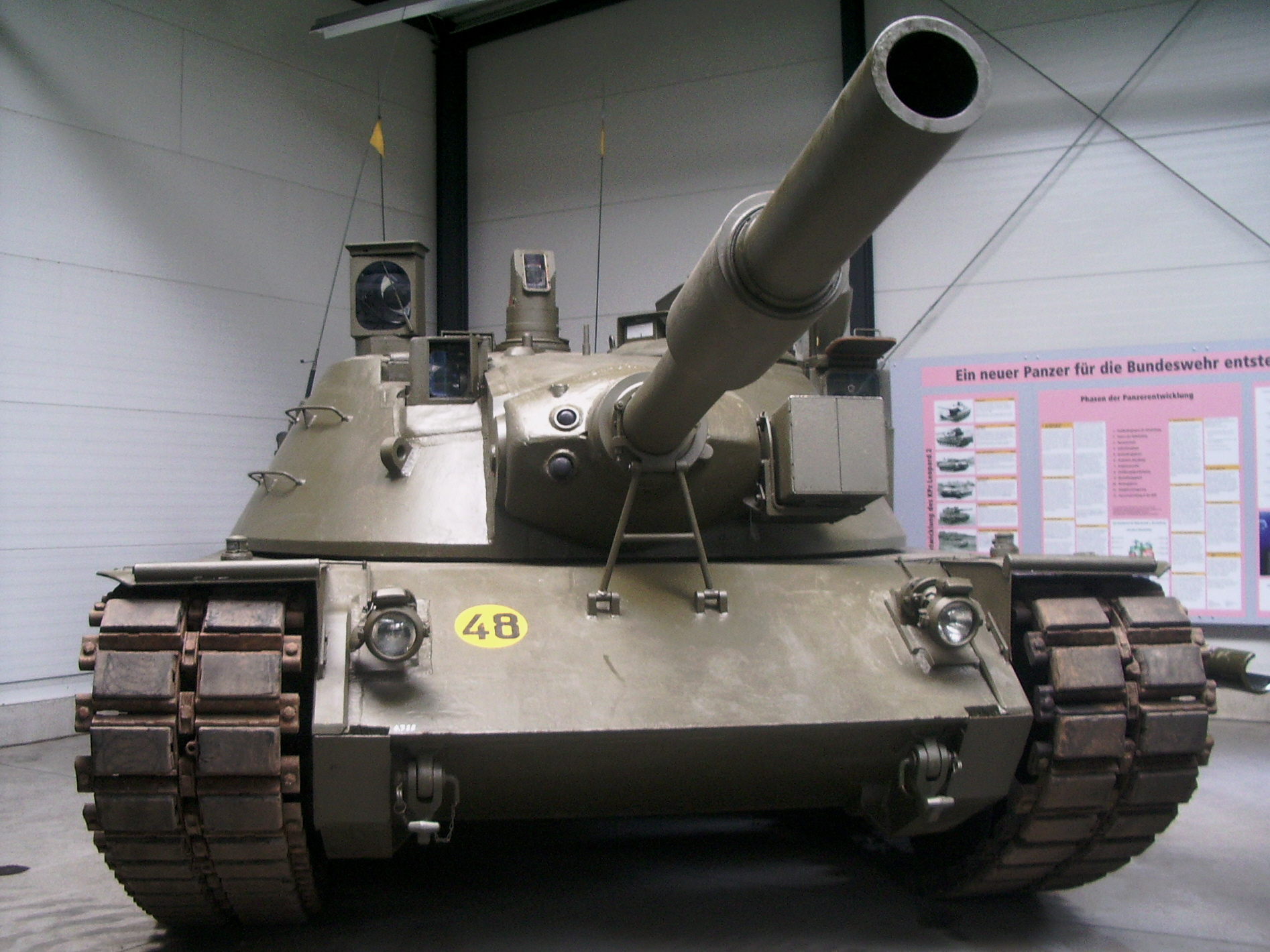
KPz.70 ムンスター戦車博物館の展示車

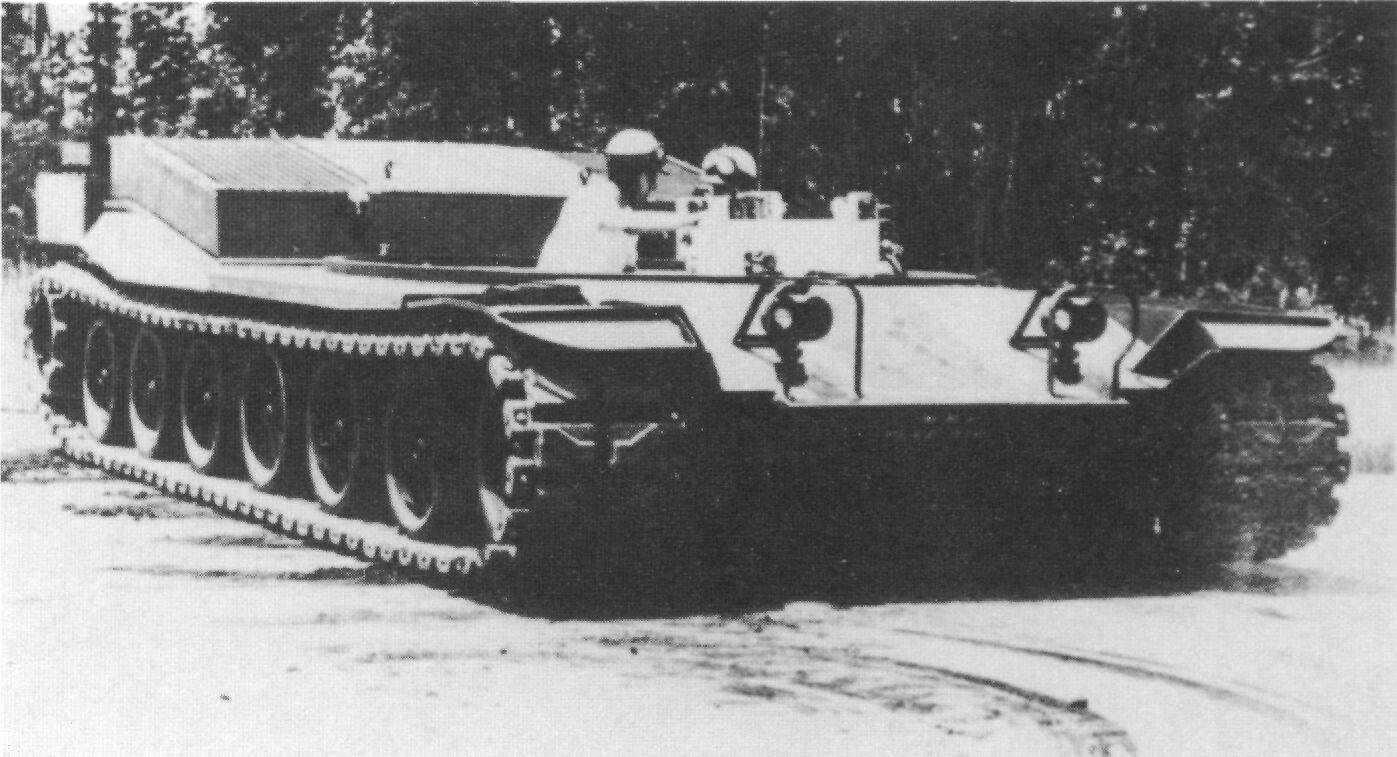
車体部のみの走行試験試作車
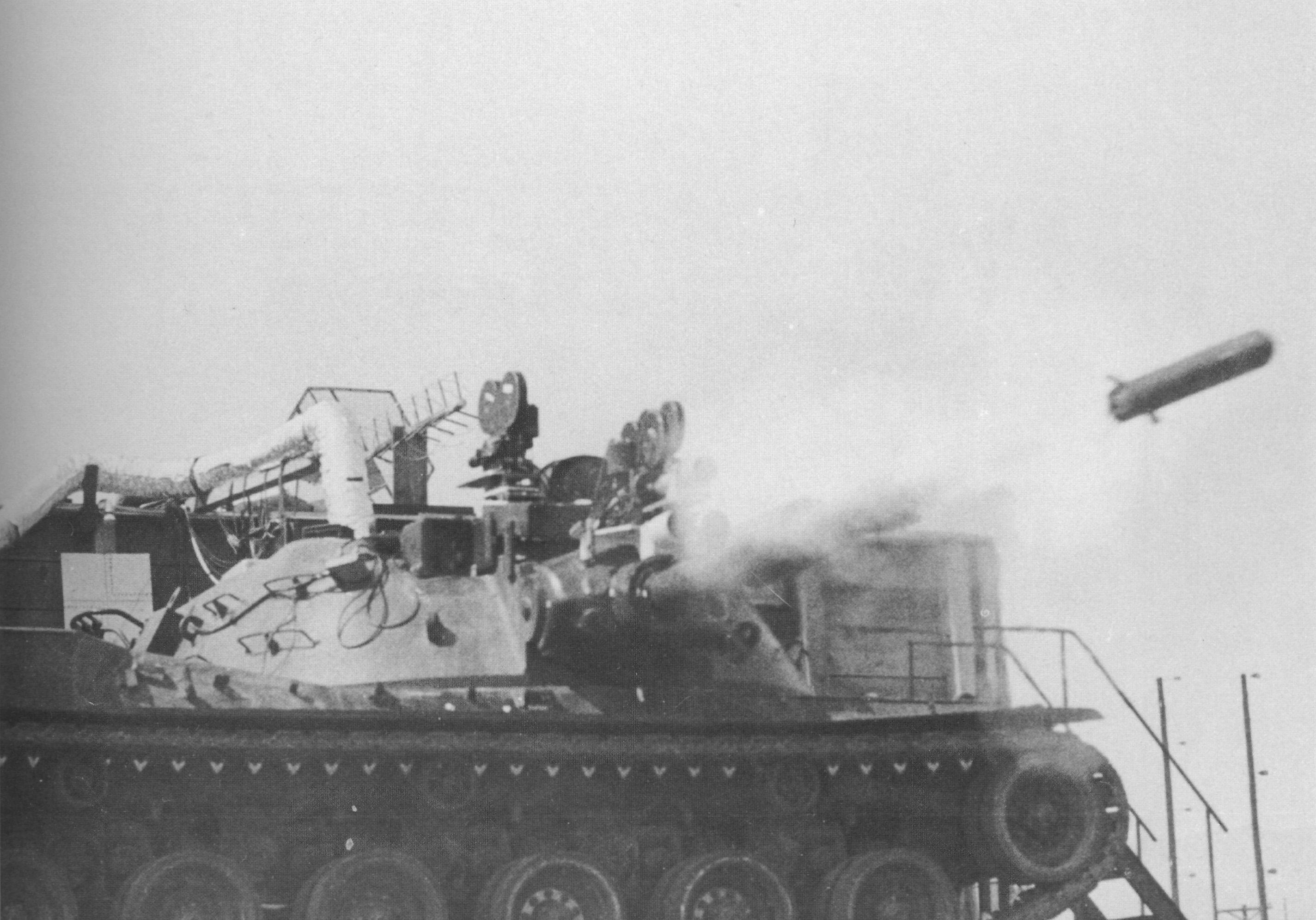
兵装試験でMGM-51 シレイラ対戦車ミサイルを実射するMBT-70 砲塔上には記録用のムービーカメラやアンテナ類が搭載されている
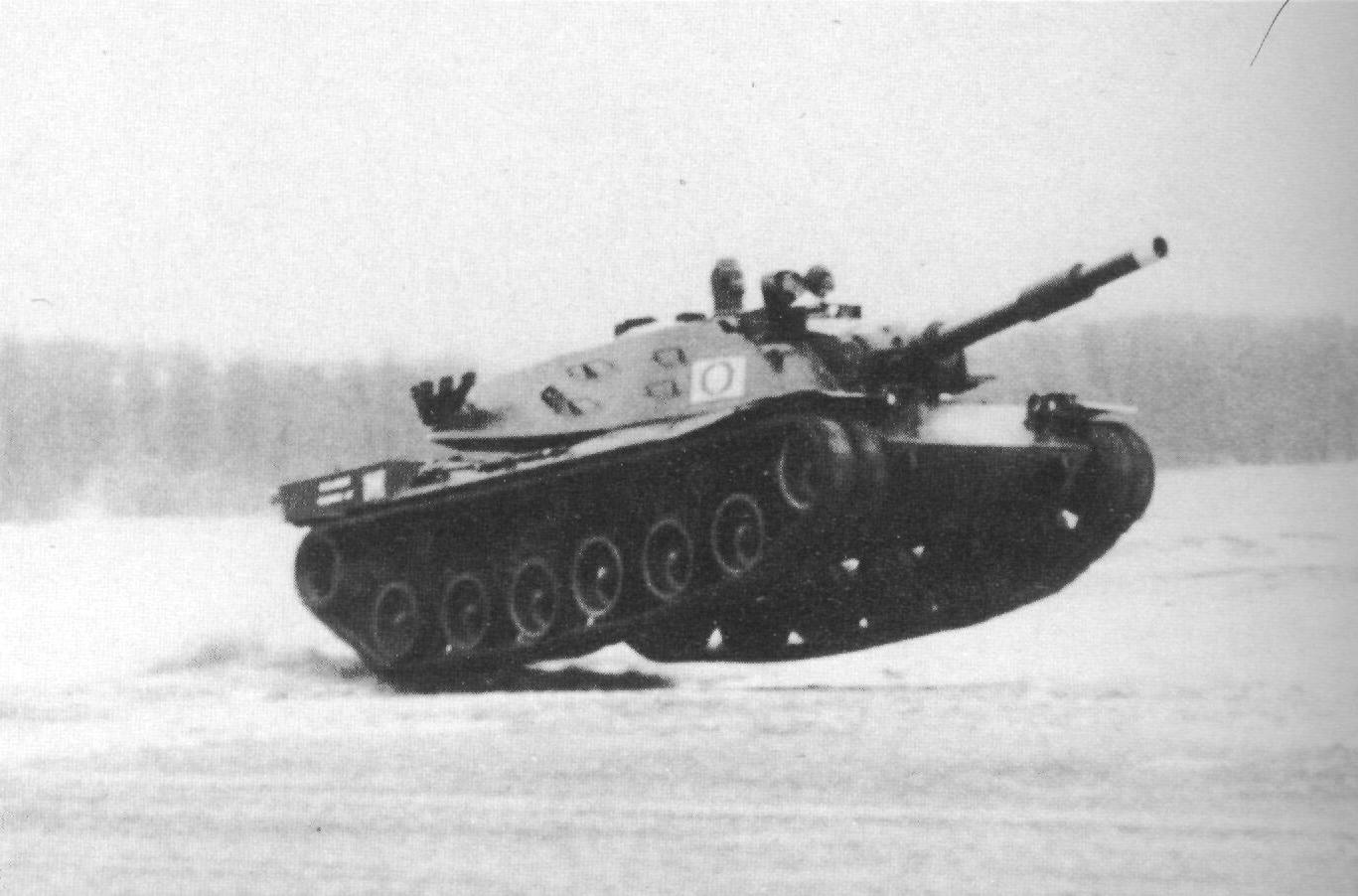
メリーランド州アバディーン性能試験場で高速走行試験中のMBT-70

MBT-70

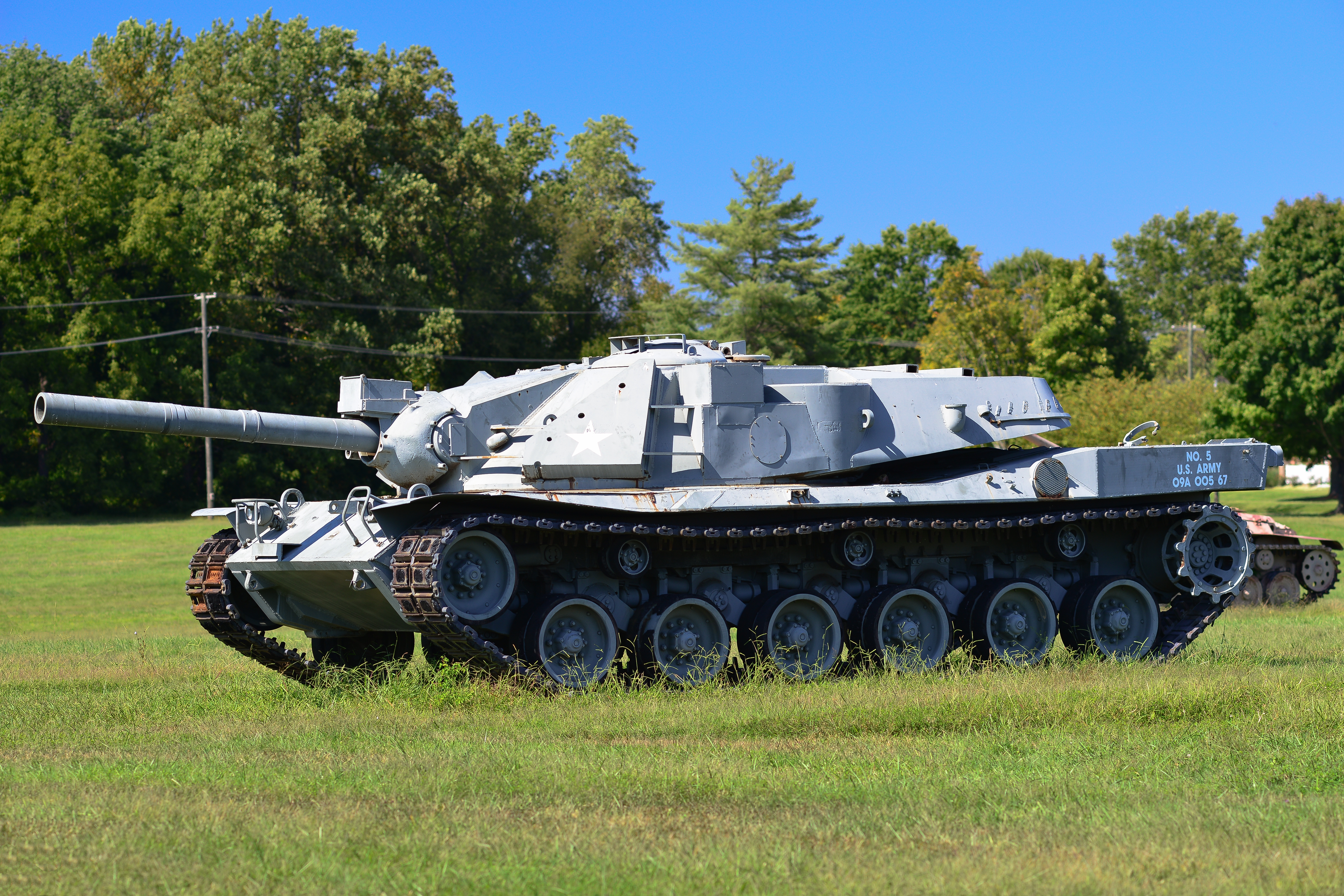
MBT-70 アメリカ仕様の試作車 砲塔側面の三角形のものは重量調整用のウェイト メリーランド州アバディーンのアメリカ陸軍兵器博物館の展示車両
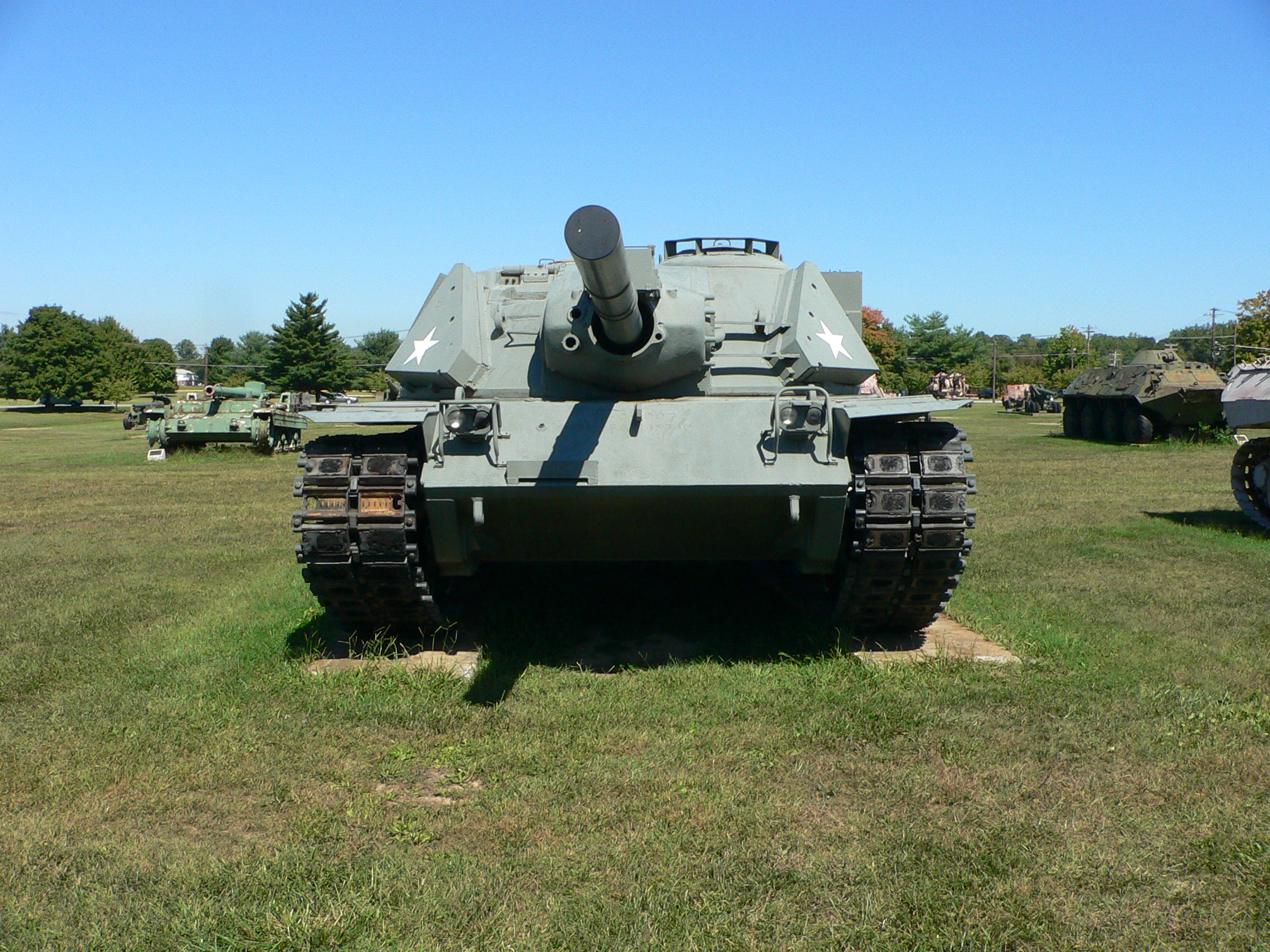
MBT-70 正面より
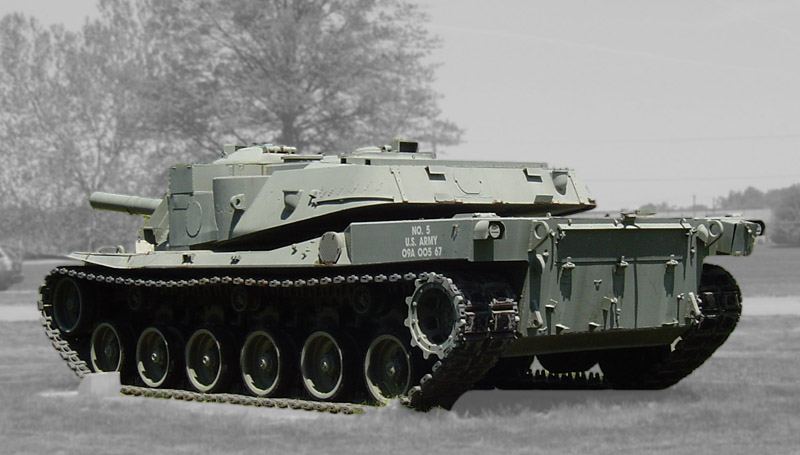
左後方より

KPz.70
- 西ドイツ仕様のKPz.70
コブレンツ国防技術博物館の展示車
- KPz.70
ムンスター戦車博物館の展示車

## 登場作品

### アニメ
『ノラと皇女と野良猫ハート』
第4話に貧乳チームの攻撃兵器として登場し、ガンランチャーで砲弾と猫化した主人公ノラを発射する。外見こそ90式戦車風に見えるがモノローグ「ネコのお考え」で本車であることが語られる。

### 漫画
『成恵の世界』
120mm砲と複合装甲を装備した「M70A3」として登場。トラブルが多く、M1エイブラムスに主力の座を明け渡したが、現在もドイツとアメリカが使用しているとされる。

### ゲーム
『Wargame Red Dragon』
NATO陣営のアメリカ軍デッキで使用可能な戦車として登場する。
『World of Tanks Blitz』
Tier9 ドイツプレミアム重戦車として「KpfPz 70」の名称で登場。
『メタルギアソリッド ピースウォーカー』
プレイヤーに立ちはだかるCIA傭兵の戦車としてエクストラミッションに登場。アメリカ仕様のMBT-70と西ドイツ仕様のKPz.70が登場する（アメリカ仕様のゲーム内での名称は「MBTK70」）。全ボス戦共通で車体側面に弱点として燃料タンクが装備されている。(東側の戦車、装甲車は車体後部)
『メタルマックス3』
プレイヤーが入手できる戦車として「MBT77」の名称で登場。
『War Thunder』
ドイツ/アメリカ陸軍ツリーのランク6に中戦車という分類で登場する。